# Честкув-Ф
Честкув-Ф (пол. Czestków F) — село в Польщі, у гміні Бучек Ласького повіту Лодзинського воєводства.
Населення — 172 особи (2011).
У 1975-1998 роках село належало до Серадзького воєводства.

## Демографія
Демографічна структура станом на 31 березня 2011 року:
|          | Загалом | Допрацездатний вік | Працездатний вік | Постпрацездатний вік |
| -------- | ------- | ------------------ | ---------------- | -------------------- |
| Чоловіки | 89      | 25                 | 54               | 10                   |
| Жінки    | 83      | 20                 | 46               | 17                   |
| Разом    | 172     | 45                 | 100              | 27                   |